# Slovenská Wikipedie
Slovenská Wikipedie byla založena v říjnu 2003, přičemž aktivní se stala v létě 2004. 15 000 hesel překonala v srpnu 2005 a 50 000 hesel v září 2006. V lednu 2007 překonala hranici 60 000 hesel. Významnou část, více než 12 000 z nich, tvoří články o astronomických objektech vygenerované z databáze automatickými skripty; díky tomu slovenská Wikipedie obsahuje mnoho základních informací o astronomických tématech. Občasné skokové nárůsty počtu článků o stovky až tisíce souvisí především s automatickým vytvářením článků pomocí internetových robotů (např. Wizzo-Bot). Na konci roku 2007 přesáhla slovenská Wikipedie počet 85 000 článků. Hranici 100 000 hesel překonala 27. 8. 2008. 5. února 2015 dosáhla počtu 200 000 článků.
V lednu 2022 obsahovala přes 238 000 článků a pracovalo pro ni 9 správců. Registrováno bylo přes 211 000 uživatelů, z nichž bylo asi 600 aktivních. V počtu článků byla 42. největší Wikipedie. V roce 2012 provedli 91,6 % editací slovenské Wikipedie uživatelé ze Slovenska a 3 % z Česka.

## Návštěvnost
V roce 2019 bylo zobrazeno okolo 174,6 milionů dotazů. Denní průměr byl 478 397 a měsíční 14 551 244 dotazů. Nejvíce dotazů bylo zobrazeno v lednu (17 547 075), nejméně v červenci (11 466 580). Nejvíce dotazů za den přišlo v pondělí 28. října (810 151), nejméně v sobotu 29. června (294 232).
Nejvíce článků, respektive dotazů, ze slovenské Wikipedie je zobrazeno na Slovensku (83,1 %) a v České republice (4,1 %). Naopak na území Slovenska uživatelé používají slovenskou verzi ve 44 % případů a dalšími nejrozšířenějšími jazykovými verzemi jsou zde anglická (34,5 %), česká (12 %), maďarská (3,3 %) a ruská (1,9 %). Uživatelé na Slovensku si během měsíce zobrazí asi 23 milionů dotazů, což představuje 0,2 % celkového zobrazení v rámci celé Wikipedie.